# Lijst van voetbalinterlands Kenia - Seychellen
Deze lijst van voetbalinterlands is een overzicht van alle officiële voetbalwedstrijden tussen de nationale teams van Kenia en de Seychellen. De landen hebben tot op heden vijf keer tegen elkaar gespeeld. De eerste wedstrijd, een groepswedstrijd tijdens de CECAFA Cup 1992, vond plaats op 18 november 1992 in Arusha (Tanzania). Het laatste duel, een kwalificatiewedstrijd voor het Wereldkampioenschap voetbal 2026, werd gespeeld in Abidjan (Ivoorkust) op 20 november 2023.

## Wedstrijden
| № | Plaats   | Datum            | Competitie           | Wedstrijd          | Uitslag |
| - | -------- | ---------------- | -------------------- | ------------------ | ------- |
| 1 | Arusha   | 18 november 1992 | CECAFA Cup 1992      | Kenia − Seychellen | 2 − 1   |
| 2 | Victoria | 11 november 2011 | WK 2014 kwalificatie | Seychellen − Kenia | 0 − 3   |
| 3 | Nairobi  | 15 november 2011 | WK 2014 kwalificatie | Kenia − Seychellen | 4 − 0   |
| 4 | Victoria | 29 maart 2015    | Vriendschappelijk    | Seychellen − Kenia | 0 − 2   |
| 5 | Abidjan  | 20 november 2023 | WK 2026 kwalificatie | Seychellen − Kenia | 0 − 5   |

## Samenvatting
| Competitie        | Totaal gespeeld | Winst Kenia | Gelijk | Winst Seychellen | Doelsaldo Kenia – Seychellen |
| ----------------- | --------------- | ----------- | ------ | ---------------- | ---------------------------- |
| WK-kwalificatie   | 3               | 3           | 0      | 0                | 12 − 0                       |
| CECAFA Cup        | 1               | 1           | 0      | 0                | 2 − 1                        |
| Vriendschappelijk | 1               | 1           | 0      | 0                | 2 − 0                        |
| Totaal            | 5               | 5           | 0      | 0                | 16 − 1                       |

KFF · Selecties · Keniaans vrouwenelftal
1926 – 1939 · 
1940 – 1949 · 
1950 – 1959 · 
1960 – 1969 · 
1970 – 1979 · 
1980 – 1989 · 
1990 – 1999 · 
2000 – 2009 · 
2010 – 2019 ·
2020 − 2029
Algerije ·
Angola ·
Australië ·
Bahrein ·
Botswana ·
Burkina Faso ·
Burundi ·
Centraal-Afrikaanse Republiek ·
China ·
Comoren ·
Congo-Brazzaville ·
Congo-Kinshasa ·
Djibouti ·
Egypte ·
Equatoriaal-Guinea ·
Eritrea ·
Ethiopië ·
Gabon ·
Gambia ·
Ghana ·
Guinee ·
Guinee-Bissau ·
India ·
Indonesië ·
Irak ·
Iran ·
Ivoorkust ·
Jemen ·
Jordanië ·
Kaapverdië ·
Kameroen ·
Koeweit ·
Lesotho ·
Liberia ·
Libië ·
Madagaskar ·
Malawi ·
Maleisië ·
Mali ·
Marokko ·
Mauritanië ·
Mauritius ·
Mozambique ·
Namibië ·
Nieuw-Zeeland ·
Nigeria ·
Oeganda ·
Oman ·
Pakistan ·
Qatar ·
Rusland ·
Rwanda ·
Senegal ·
Seychellen ·
Sierra Leone ·
Soedan ·
Somalië ·
Swaziland ·
Taiwan ·
Tanzania ·
Thailand ·
Togo ·
Trinidad en Tobago ·
Tunesië ·
Verenigde Arabische Emiraten ·
Zambia ·
Zimbabwe ·
Zuid-Afrika ·
Zuid-Korea ·
Zuid-Soedan ·
Zwitserland
SFF · A-internationals · Seychels vrouwenelftal
1980 - 1989 · 
1990 - 1999 · 
2000 – 2009 · 
2010 – 2019 ·
2020 − 2029
Algerije ·
Angola ·
Bangladesh ·
Botswana ·
Burkina Faso ·
Burundi ·
Comoren ·
Congo-Kinshasa ·
Eritrea ·
Ethiopië ·
Gabon ·
Gambia ·
Ivoorkust ·
Kenia ·
Lesotho ·
Libië ·
Madagaskar ·
Malawi ·
Malediven ·
Mali ·
Mauritius ·
Mozambique ·
Namibië ·
Nigeria ·
Oeganda ·
Palestina ·
Rwanda ·
San Marino ·
Sierra Leone ·
Soedan ·
Sri Lanka ·
Swaziland ·
Tanzania ·
Tunesië ·
Zambia ·
Zimbabwe ·
Zuid-Afrika ·
Zuid-Soedan